# スルファメラジン
スルファメラジン (Sulfamerazine) はサルファ剤の一種で、合成抗菌剤である。日本ではナトリウム塩が観賞魚の細菌感染症治療薬 (グリーンFゴールド顆粒 (製造販売:三栄製薬、発売:日本動物薬品) など) として市販されている。